# 유근 (신성절후)
유근(劉根, ? ~ ?)은 전한 후기의 제후로, 교동경왕의 아들이다.

## 생애
영광 3년(기원전 41년), 신성후(新城侯)에 봉해졌다.
시호를 절이라 하였고, 작위는 아들 유패가 이었다.

## 출전
- 반고, 《한서》 권15하 왕자후표 下

| 선대 (첫 봉건) | 전한의 신성후 기원전 41년 3월 ~ ? | 후대 아들 유패 |